# Lieux touristiques de Porto Alegre

## Lieux d'intérêts culturel dePorto Alegre
- Parc Moinhos de Vento (Parc des Moulins à vent)

Le "Parcão" (le "Grand parc"), nom sous lequel le connaissent aussi les portalegrenses, couvre 11,5 hectares, avec une cascade, un petit lac, une réplique de moulin à vent, une bibliothèque écologique pour les enfants avec des volumes en braille et divers équipements sportifs. Il se situe sur la rue 24 de outubro. Le nom du parc est celui du quartier où il se trouve, et où les immigrants açoriens avait construit des moulins similaires à ceux de leurs îles pour moudre leur blé. Jusqu'à 1959, c'était le champ de courses de Porto Alegre.
- Pôr-do-Sol do Guaíba (coucher de soleil sur le Rio Guaíba)

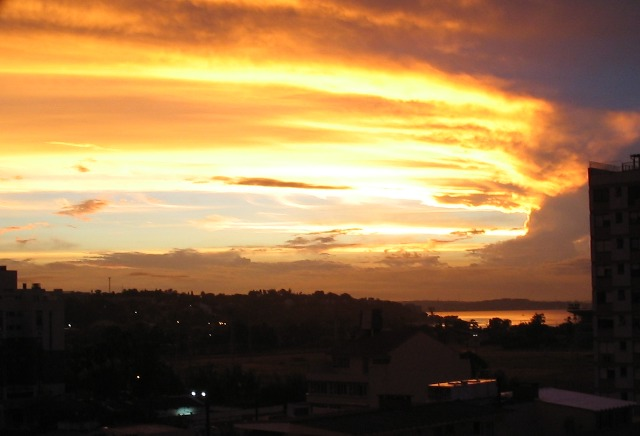
"Pôr do Sol" sur Porto Alegre.

Le coucher de soleil sur le Rio Guaíba est un des grands symboles de Porto Alegre. Les changements de couleurs sont dus à la variété climatique de la capitale méridionale du Brésil. La réflexion de l'astre peut se faire tant sur un ciel dégagé, que sur des nuages de toute variété ou des brumes hivernales. Les rives du cours d'eau sont le meilleur endroit pour assister au spectacle.
- Largo dos Açorianos (Place des Açoriens)

La place est valorisée par sa complète intégration dans le paysage urbain de la cité. Sur ce lieu se remarquent surtout le Ponte de Pedra (Pont de pierre), dont la construction s'acheva en 1854 (voir ci-après) et le Monument des Açoriens, une œuvre de Carlos Thenius en hommage aux colonisateurs portugais qui rappelle une caravelle, faite de corps humains debout.
- Ponte de Pedra (Pont de pierre)

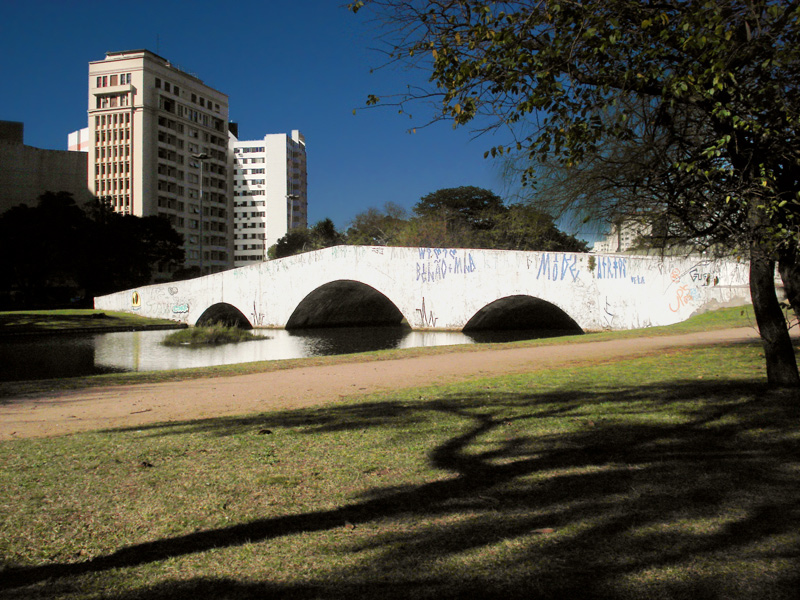
Ponte de Pedra.

Il fut construit sur l'initiative du Baron de Caxias en 1843, à la fin de la Révolution Farroupilha, pour faciliter le trafic entre le Centre de la ville avec les vieilles propriétés agricoles de la zone sud de la municipalité. L'ouvrage fut terminé en 1854. Malgré la main d'œuvre esclave employée à sa construction, le coût pour les finances publiques fut élevé. Le pont, conservé dans sa forme originelle, est intégré au Largo dos Açorianos.

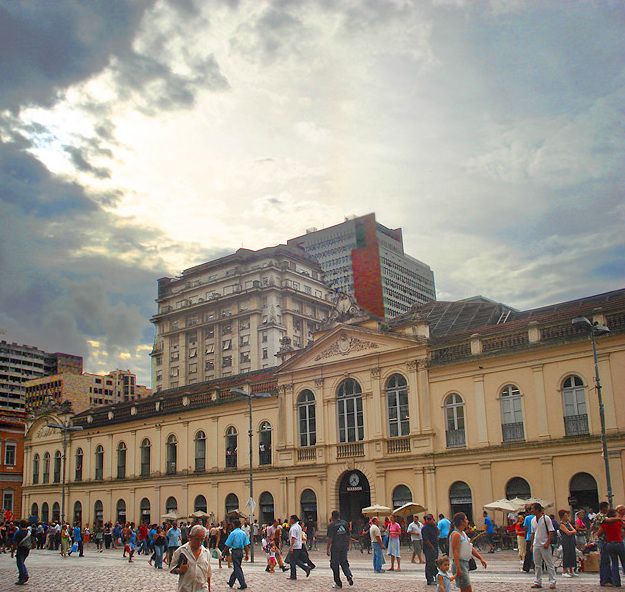
Vue du Marché public central.

- Marché public central

De style néoclassique, il fut inspiré du Mercado da Figueira de Lisbonne et surgît du besoin d'un lieu pour le commerce et le rapprochement des habitants du Centre de la ville. Sa première construction commença en 1844. Une seconde construction fut initiée en 1864 et inauguré en 1870. Son second étage fut terminé en 1913, après avoir été détruit par incendie. En 1995 et 1996, il fut restauré, modifiant sa structure interne et restaurant ses parties extérieures. Les 117 boutiques qui y sont installées conservent vivante la mémoire de l'histoire du lieu, localisé sur le largo Glênio Peres (Place Glênio Peres).
Le Marché public a toujours eu un rôle important pour la municipalité : en plus de son commerce, il était le lieu où, durant le XIXe siècle, circulaient les dernières nouvelles du Brésil, dû au grand flux de personnes qu'amenait le Port. Ses bars étaient les lieux de rencontre de la bohême de la cité. Au rez-de-chaussée du marché, se trouve le plus ancien bar de la ville, le "Naval".
- Monumento ao Laçador (Statue du "Lanceur de lasso")

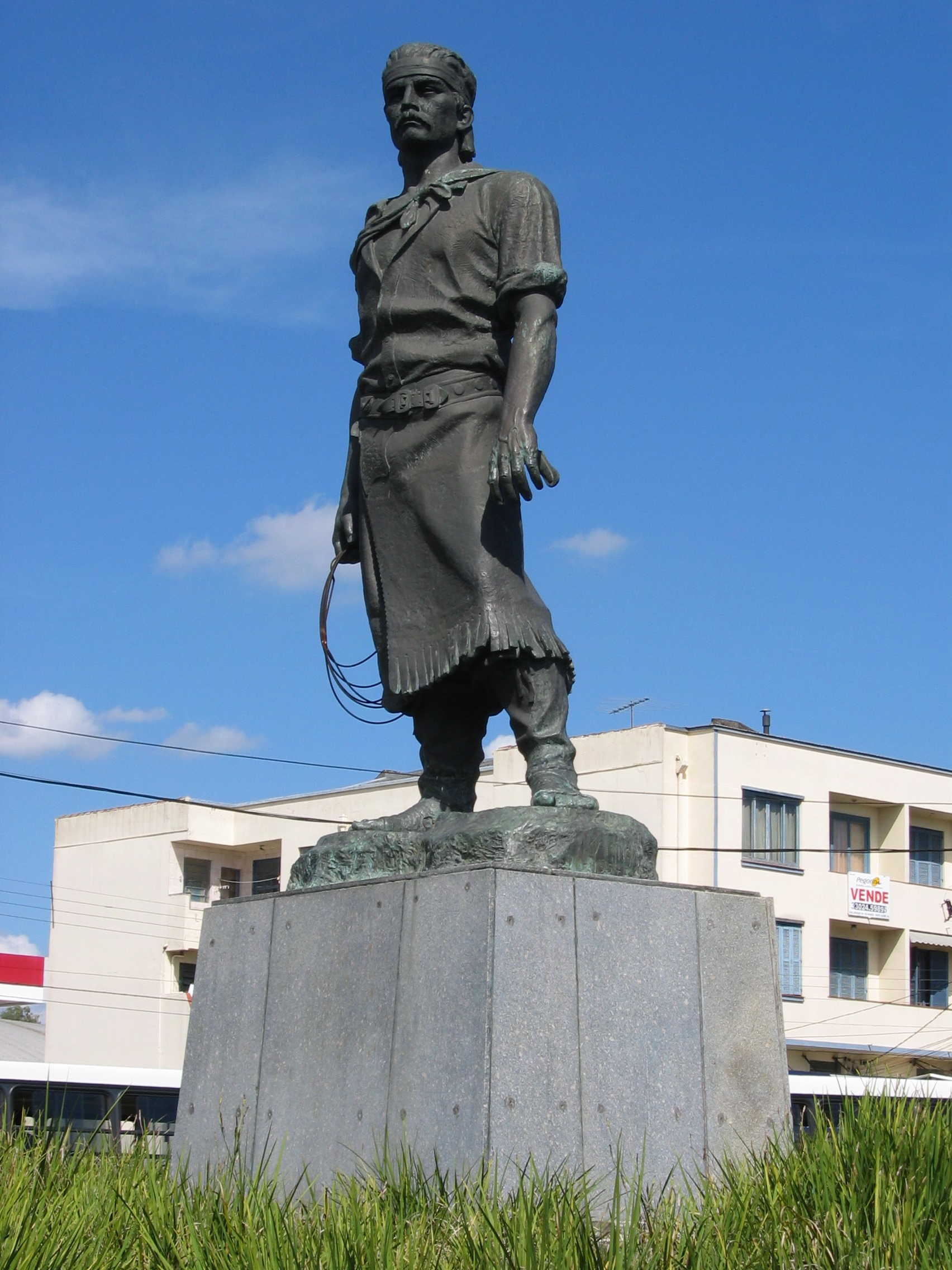
"Monument au Laçador".

Elle se situe sur la Praça do Bombeador, à l'entrée nord de la ville. Après un référendum populaire en 1991, elle est devenue le symbole officiel de Porto Alegre. Moulée en bronze en 1954 par le sculpteur portalegrense Antônio Caringi, son modèle fut le personnage du Gaúcho "errant" José Carlos d'Ávila Paixão Côrtes.
La statue a 4,45 mètres de haut et pèse 3,8 tonnes et se trouve posé sur une assise de granit de 2,10 mètres de haut depuis le 20 septembre 1958, jour de son inauguration.
- Centre Culturel Usina do Gasômetro ("Usine du gazomètre")

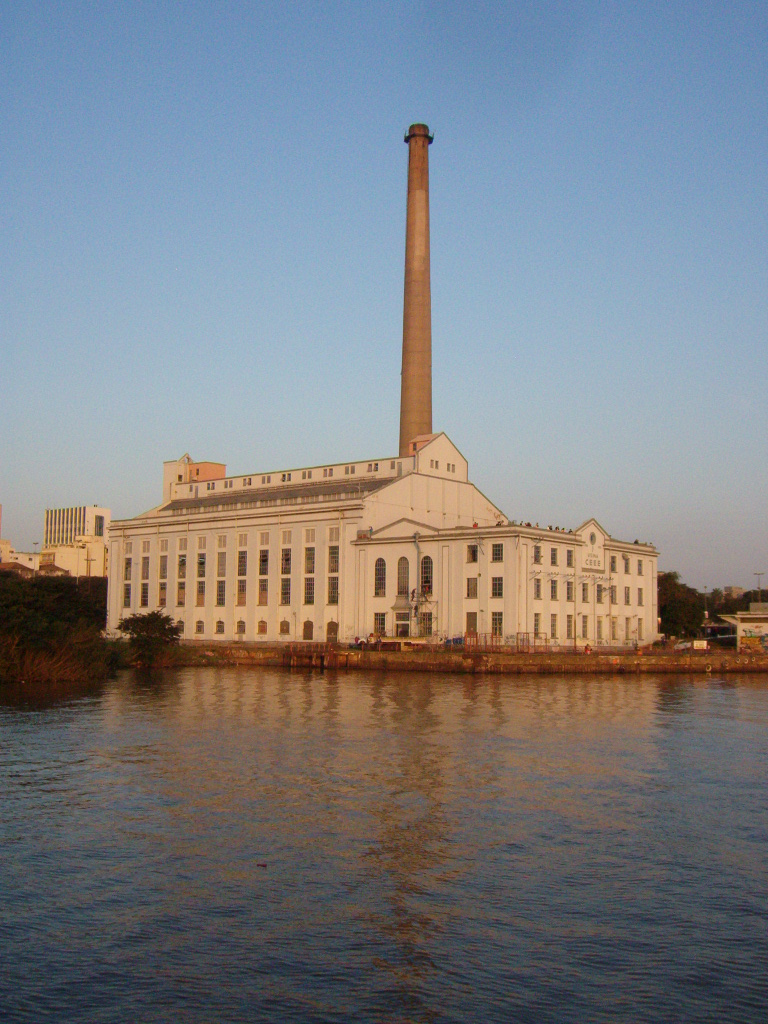
"Usine du gazomètre".

Depuis sa fondation en 1928, l'usine thermoélectrique est liée à l'Histoire de Porto Alegre. Le lieu où elle fut construite marque l'origine de la cité, car ce fut là qu'auraient débarqué les premiers couples de colons açoriens.
Les plaintes régulières du voisinage, à cause de la suie de charbon qui tombait sur les maisons, amenèrent à l'édification d'une cheminée de 117 mètres de haut, considéré comme un point de référence géographique et architectural de la ville.
En 1974, l'Usine fut désaffectée et l'imminence de sa destruction mobilisa des manifestations d'opposition dans divers secteurs de la société en défense du patrimoine historique que représentait l'édifice. La construction fut classée au Patrimoine historique et culturel du Rio Grande do Sul en 1983, mais sa restauration, cependant, commença seulement en 1988. Depuis 1991 il est devenu un des plus importants centres culturels de Porto Alegre. Il est situé au 551 de l'avenue Presidente João Goulart.
- Parque da Redenção (Parc de la Redenção)

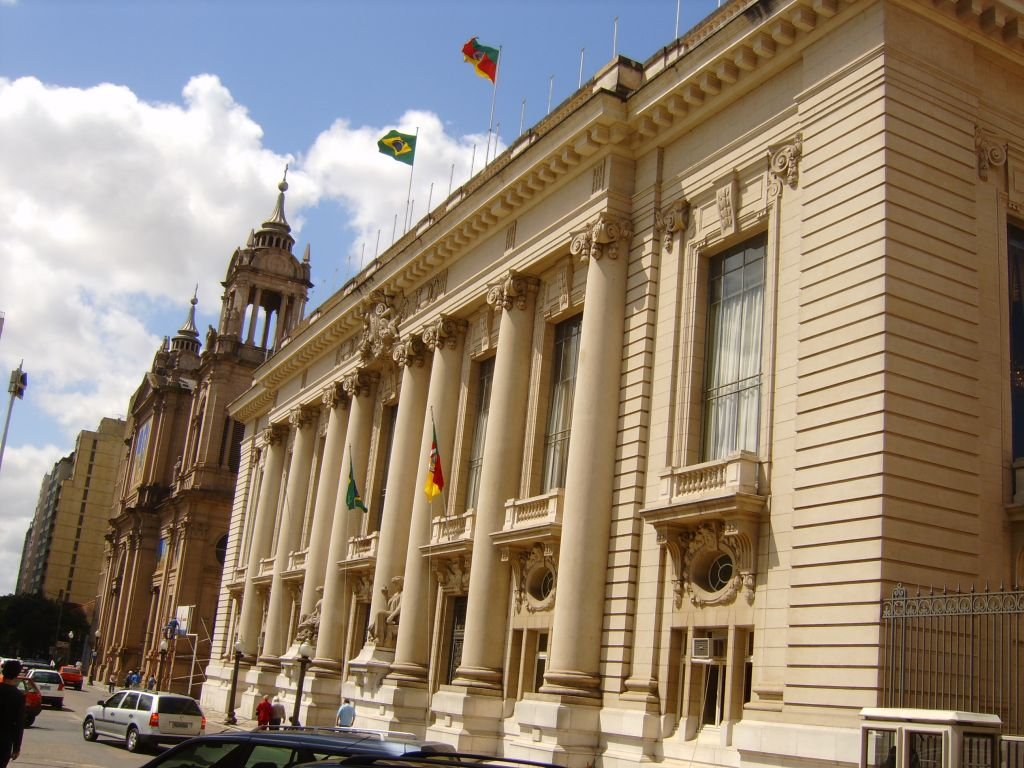
Palais Piratini.

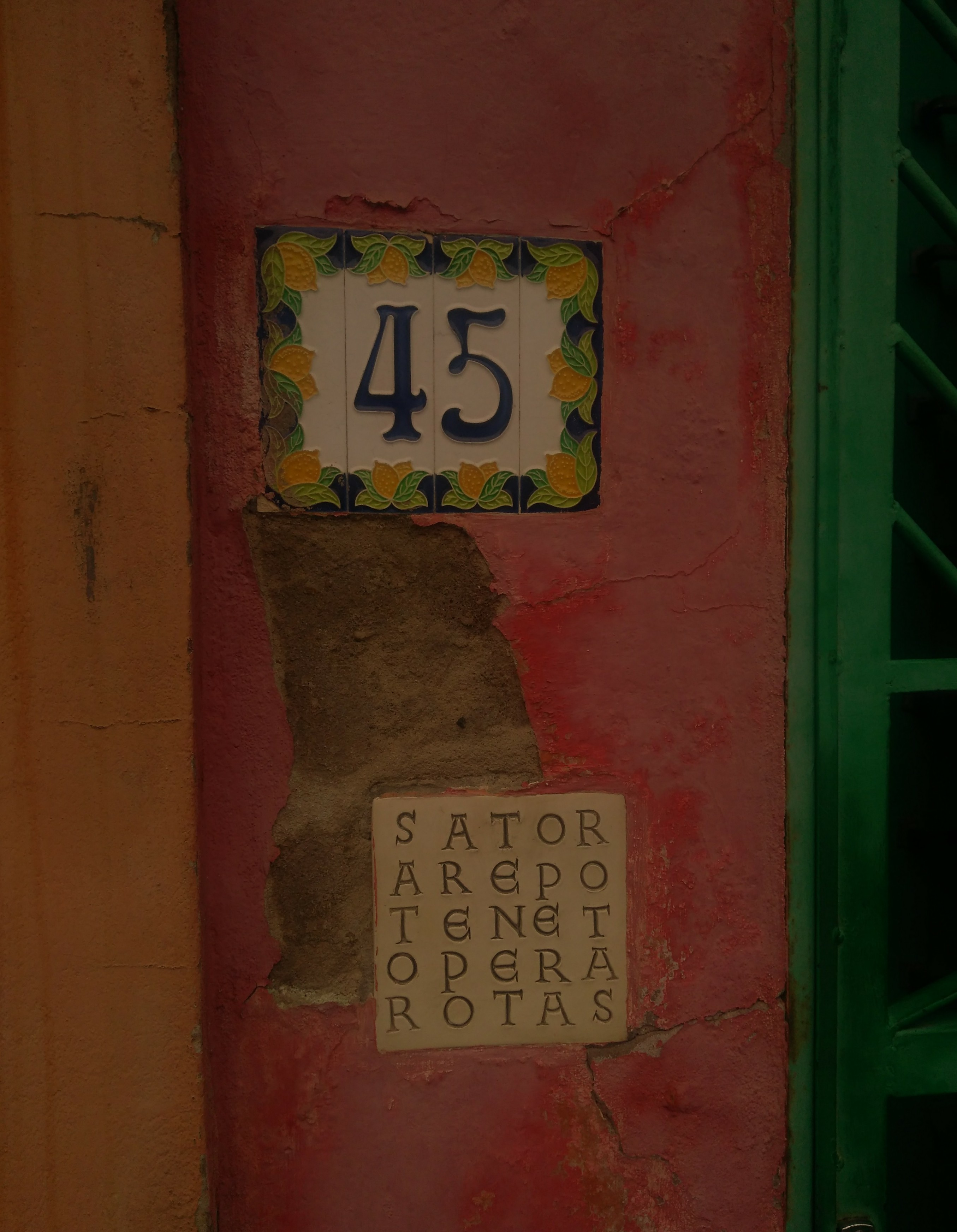
Situé au 45 rue Dona Leonor

- Palais Piratini

- Carré Sator